# Salamancai repülőtér
A Salamancai repülőtér (IATA: SLM, ICAO: LESA) Spanyolország egyik belföldi repülőtere, amely Salamanca közelében található. Éves utasforgalma 13 021 fő (2022).

## Futópályák
A repülőtér futópályái:
- 03/21 (2513 m, 60 m, aszfalt)
- 08/26 (1864 m, 122 m, fű)

## Forgalom
Az utasforgalom az elmúlt években az alábbi módon változott:
| Utasok száma | 22 650 | 23 456 | 65 216 | 53 088 | 37 257 | 18 349 | 15 525 | 14 649 | 2350 | 13 021 |
|              | 2003   | 2005   | 2007   | 2009   | 2011   | 2014   | 2016   | 2018   | 2020 | 2022   |

## Légitársaságok és úticélok
| Légitársaság | Célállomások                  |
| ------------ | ----------------------------- |
| Air Europa   | Szezonális: Palma de Mallorca |